# Dorottya Udvaros
Dorottya Udvaros (Budapest, 4 agosto 1954) è un'attrice ungherese.

## Premi e riconoscimenti
- Nel 1984, ha vinto il Premio alla miglior attrice al Montreal World Film Festival
- Nel 1990, le è stato assegnato il Premio Kossuth[1]

## Filmografia
- Pókfoci
- Rosszemberek, regia di György Szomjas (1979)
- Johann Sebastian Bach, regia di Lothar Bellag (1985)
- Il colonnello Redl, regia di István Szabó (1985)
- Miss Arizona, regia di Pál Sándor (1987)
- Tentazione di Venere (Meeting Venus), regia di István Szabó (1991)